# 3 липня
3 липня — 184-й день року в григоріанському календарі (185-й у високосний рік). До кінця року залишається 181 день.

## Свята і пам'ятні дні

### Міжнародні
- Всесвітній день без поліетиленових пакетів.

### Національні
- Алжир,  Білорусь: День незалежності.
- Куба: вуличне Свято вогнів.
- Аргентина:
  - День біоінженерів (ісп. Día del bioingeniero).
  - Національний день доповідачів (ісп. Día Nacional del Locutor).

### Релігійні

#### Християнство
- День Святого Апостола Томи.
- День Святого Анатолія Лаодикійського.

Православні:
- Мученика Якинфа.
- Мучеників Діомида, Євлампія, Аскліпіодота і мучениці Голіндухи.
- Преподобного Анатолія, затворника, у Ближніх печерах, та іншого Анатолія, затворника, у Дальніх печерах.
- Мучеників Мокія і Марка.
- Преподобного Олександра, обителі «Невсипущих» першоначальника.
- Святителя Анатолія, патріарха Константинопольського.

## Події
- 324 — Битва при Адріанополі.
- 1528 — Папа Климент VII буллою узаконив орден ченців-капуцинів, головна мета якого — боротьба з ідеями Реформації
- 1655 — захоплення та спустошення Мінська московськими військами
- 1660 — визволення війська Павла Сапіги Мінська від московських окупантів
- 1700 — підписано Константинопольський мирний договір, який став підсумком Азовських походів Петра I 1695 1696 років
- 1885 — українські емігранти створили в США перше товариство взаємодопомоги «Братство святого Миколая»
- 1863 — закінчилася битва під Геттісбургом — найбільш кровопролитна битва Громадянської війни в США
- 1886 — Карл Бенц з Мангайму зробив перший у світі виїзд на автомобілі власної конструкції, досягнувши швидкості 16 км/год
- 1917 — виступ полуботківців у Києві з метою проголошення незалежності України
- 1928 — у продажу з'явилися перші телевізори
- 1962 — Франція визнала незалежність Алжиру, оскільки на референдумі (1 липня) за це рішення висловилися 91 %. Тимчасовий уряд Алжиру у вигнанні повернувся до країни
- 1966 — Франція здійснила випробування ядерної зброї на атолі Муруроа в Французькій Полінезії
- 1973 — у Гельсінкі почала роботу Нарада з безпеки і співпраці в Європі. Через два роки в столиці Фінляндії буде підписаний Завершальний акт
- 1988 — американський крейсер «Вінсеннес» збив іранський пасажирський літак А300, загинуло 298 осіб
- 1996 — Борис Єльцин на другий термін вибраний президентом Російської Федерації, набравши 53,82 % голосів (лідер комуністів Г. Зюганов набрав 40,41 %).

## Народились
Дивись також Категорія:Народились 3 липня
- 1515 — Леонора д'Есте, дворянка з Феррари.
- 1576 — Анна Прусська, прусська принцеса.
- 1804 — Емілі Норкросс Дікінсон, членкиня сім'ї Дікінсонів з Амхреста, штат Массачусетс.
- 1883 — Франц Кафка, німецький письменник.
- 1885 — Юліан Буцманюк, український і канадський художник-монументаліст, учень Модеста Сосенка.
- 1904 — Арон Утевський, український біохімік, член-кореспондент АН УРСР. Автор філософських і літературних творів.
- 1906 — Василь Атрощенко, український хімік-технолог, академік.
- 1907 — Володимир Ласовський, український художник, мистецтвознавець та критик, учень Мистецької школи Олекси Новаківського.
- 1932 — Вадим Іллєнко, український кінооператор, кінорежисер.
- 1937 — Том Стоппард, британський драматург, режисер, кіносценарист і критик.
- 1941 — Богодар Которович, скрипаль, диригент, народний артист України, член-кореспондент Академії мистецтв України, один із засновників сучасної української скрипкової школи.
- 1943 — Кертвуд Сміт, американський актор.
- 1949 — Віктор Колотов, футболіст київського «Динамо», володар Кубка Кубків і Суперкубка.
- 1959 — Ігор Тодоров, український історик-міжнародник, євроатлантист.
- 1961 — Олександр Роднянський, український кінорежисер-документаліст і телепродюсер.
- 1962 — Том Круз, американський кіноактор, режисер, продюсер, сценарист.
- 1962 — Томас Гібсон, американський актор.
- 1973 — Патрік Вілсон, американський актор та співак.
- 1978 — Дмитро Красильников, український воєначальник, Герой України.
- 1986 — Кармен Марія Мачадо, американська письменниця.
- 1987 — Себастьян Феттель, німецький автогонщик, пілот Формули-1.
- 1997 — Алія Шанелль Скотт, американська акторка.
- 1998 — Сара Вейсґлесс, канадська акторка.

## Померли
Дивись також Категорія:Померли 3 липня
- 1642 — Марія Медічі, королева Франції з 1600 року. З 1610 до 1617 року — регентка Королівства Франція.
- 1916 — Єремія Ломницький, церковний діяч, місіонер, священик-василіянин, співзасновник жіночого чернечого Згромадження Сестер Служебниць Непорочної Діви Марії.
- 1918 — Мехмед V, 35-й султан Османської імперії.
- 1933 — Іполіто Іріґоєн, президент Аргентини в 1916—22 та 1928—30 роках.
- 1969 — Браян Джонс, англійський музикант-мультиінструменталіст, засновник гурту The Rolling Stones.
- 1971 — Джим Моррісон, американський музикант, поет і кінорежисер, вокаліст та лідер гурту The Doors.
- 1973 — Лоуренс Хаммонд, американський інженер, винахідник електрооргана.
- 2003 — Юрій Щекочихін, російський журналіст, депутат Державної Думи, відомий своїми репортажами про вплив організованної злочинності і корупції на уряд Росії.
- 2003 — Михайло Туркевич, український альпініст, перший (разом з Сергієм Бершовим) піднявся на Еверест вночі 1982 року.
- 2008 — Санела Реджепагіч, боснійська оперна співачка, меццо-сопрано.
- 2025 — Діогу Жота, португальський футболіст.